# Ekaterina Sankovskaïa
Ekaterina Sankovskaïa (en russe : Екатерина Александровна Санковская), née le 11 novembre 1816 (23 novembre dans le calendrier grégorien) à Moscou et morte le 16 août 1878 (28 août dans le calendrier grégorien) à Moscou, est une danseuse russe. Elle était ballerine des troupes impériales de Moscou (les danseurs travaillaient alors au Théâtre Bolchoï et au Théâtre Maly de Moscou).

## Biographie
Elle venait d'une famille pauvre, et elle a été pupille de l'école d'art dramatique du Ballet impérial de Moscou, où l'éducation se faisait aux frais de l'État. Elle eut comme professeur Félicité Hullin-Sor, dont l'attention fut attirée par le talent de la jeune fille et a travaillé avec elle, non seulement pendant les cours mais aussi après l'école. Parmi les autres enseignants : le philosophe russe N. A. Nadejdine enseignait la littérature, Mikhaïl Chtchepkine l'art dramatique.
Après l'obtention de son diplôme, Sankovskaïa a été admise à la troupe du Ballet impérial de Moscou. Elle est devenue rapidement une étoile de ballet et a dansé tous les rôles principaux.
La plus grande gloire a été apportée à la danseuse par sa performance dans le ballet La Sylphide, le 6 septembre 1837. En même temps, Filippo Taglioni et Marie Taglioni travaillaient à Saint-Pétersbourg, et le même jour, le 6 septembre 1837, Maria Taglioni a dansé le même rôle à Saint-Pétersbourg. Mais les deux grandes danseuses ont interprété ce rôle de différentes manières: la Sylphide de Taglioni entraîna le public dans le monde des rêves, alors qu'Ekaterina Sankovskaïa créa une image de combattante protestant contre la réalité. Les deux danseuses ont été merveilleuses, et cela fut noté dans tous les journaux russes.
Mikhaïl Saltykov-Chtchedrine a appelé Ekaterina Sankovskaïa « l'âme du ballet de Moscou ».
Elle a travaillé sur scène pendant près de vingt ans, de 1835 à 1854.
À la fin de sa vie, après sa retraite en 1854, elle a donné des leçons privées, enseignant la danse de salon. Un de ses élèves sera le metteur en scène de théâtre Constantin Stanislavski.